# Непереходящие праздники
Непереходящие праздники (также неподвижные праздники) — христианские праздники с неподвижными датами по солнечному календарю.
Двунадесятые непереходящие праздники:
- 8 (21) сентября — Рождество Пресвятой Богородицы,
- 14 (27) сентября — Воздвижение Креста Господня,
- 21 ноября (4 декабря) — Введение во храм Пресвятой Богородицы,
- 25 декабря (7 января) — Рождество Христово,
- 6 (19) января — Крещение Господне (Богоявление),
- 2 (15) февраля — Сретение Господне,
- 25 марта (7 апреля) — Благовещение Пресвятой Богородицы,
- 6 (19) августа — Преображение Господне,
- 15 (28) августа — Успение Богородицы;

Другие великие праздники:
- 1 (14) января — Обрезание Господне и память свт. Василия Великого
- 24 июня (7 июля) — Рождество Иоанна Предтечи
- 29 июня (12 июля) — День святых первоверховных апостолов Петра и Павла
- 29 августа (11 сентября) — Усекновение главы Иоанна Предтечи
- 1 (14) октября — Покров Пресвятой Богородицы

Непереходящие праздники ориентированы друг относительно друга следующим образом:
- Церковный год, в подражание ветхозаветным традициям, начинается 1 (14) сентября, и первым праздником, символизирующим начало Божьего Домостроительства спасения человеческого рода, является Рождество Богородицы — 8 (21) сентября. Соответственно, конец года приходится на последний двунадесятый праздник — Успение Богородицы[источник не указан 3562 дня] — 15 (28) августа.

- Крещение Господне первоначально появилось у еретиков-гностиков, придававших ему особое значение. Так, евиониты и василидиане учили, что Иисус — обычный человек, а Бог соединился с ним только при Крещении, а докеты считали во Христе человеческую природу призрачной. Христианство противопоставило соблазнительному гностическому празднику свой, назвав его Богоявлением, внушая мысль, что в этот день Христос не впервые стал Богом, а только открыто явил Себя Богом. Поэтому к воспоминанию Крещения Иисуса стало присоединяться празднование и Его рождения и ежегодно отмечаться 6 января потому, как Христос — Второй Адам родился и умер, по некоторым верованиям Древней Церкви, в тот же день, в который сотворен и умер первый Адам — в шестой, чему приличествует 6 января, первого месяца года[1].

- Благовещенский цикл — после Благовещения — 25 марта[2] через 9 месяцев (срок беременности) Рождество Христово — 25 декабря[3]. За полгода до рождения Иисуса — 24 июня[4] — Рождество Иоанна Предтечи. По иудейскому закону на восьмой день после рождения был совершён обряд обрезания Христа  (Обрезание Господне) — 1 января, а на сороковой день — 2 февраля Младенца Иисуса по обычаю принесли в Храм Иерусалима, где произошла встреча с праведным Симеоном (Сретение Господне).

- Великие праздники свв. апп. Петра и Павла, и Покрова и отмечаются в память более поздних исторических событий (их точные даты хорошо известны[источник не указан 3562 дня]). 29 июня 67 года апостолы Пётр и Павел приняли в Риме мученическую кончину. Праздник Покрова Богородицы отмечается в честь чудесной защиты Константинополя от вторжения  сарацин по одной версии, по другой — русских войск князя Олега. Этот праздник является великим только в Русской Церкви.

- Крестовоздвижение, после обретения в  326 году Креста в Иерусалиме, первоначально совершалось накануне Пасхи и в ближайшие дни после неё. Но когда на Голгофе и на месте обретения Креста Господня построили уникальный Храм Гроба Господня, который был освящён 13 сентября 335 года, праздник Воздвижения Животворящего Креста стал совершаться на следующий день 14 (27) сентября. Даты празднования Преображения Господня, Рождества Богородицы, Введения во храм Пресвятой Богородицы, Успения, Усекновения главы Иоанна Предтечи, и некоторые другие, также связаны с датами освящения особо значимых христианских храмов.

- Прочие праздники и дни памяти, также не связанные с Пасхальным циклом, являются непереходящими и отмечаются, как правило, в связи с историческими событиями. Существуют исключения: см. Переходящие праздники вне Пасхального круга.